# Ledomyia
Ledomyia is een muggengeslacht uit de familie van de galmuggen (Cecidomyiidae).

## Soorten
- L. aestiva (Mamaev, 1967)
- L. alternata (Mamaev, 1967)
- L. ampelophila (Felt, 1908)
- L. arizonensis (Felt, 1915)
- L. brevicauda (Felt, 1908)
- L. carpini (Felt, 1907)
- L. coryli (Felt, 1907)
- L. crispata (Felt, 1914)
- L. emilyae Gagne, 1985
- L. flavotibialis (Felt, 1907)
- L. lepida (Mamaev, 1967)
- L. lineata Kieffer, 1904
- L. lugens (Kieffer, 1894)
- L. maculosa (Felt, 1908)
- L. minor (Felt, 1907)
- L. mira Gagne, 1985
- L. parma (Felt, 1914)

- L. parva Gagne, 1985
- L. phosphila (Felt, 1907)
- L. pudorosa (Felt, 1908)
- L. setosa (Felt, 1907)
- L. simulator (Felt, 1908)
- L. unguicula (Felt, 1908)
- L. yuccae (Felt, 1908)